# Mantra Om

Ligatura om w dewanagari powstała z połączenia ओ (długie o) + ँ (nosowe m)

Om (także Aum, ॐ) – święta sylaba hinduizmu. Dźwięk omkara występujący w wedach, jest pierwotnym hymnem. Om to sylaba-nasienie (bidźa), postrzegana jako dźwięk powstania Wszechświata. Ta transcendentalna wibracja jest uważana za identyczną z osobą absolutnego boga. Za świętą uznawana jest także w buddyzmie tybetańskim. Om to sylaba będąca najważniejszą mantrą, pierwotnym dźwiękiem znanym także jako pranawa, akszara i omkara. Często wymawia się ją jako mantrę samodzielną albo na początku mantry, którą otwiera.
Głoska ta, bywa objaśniana, jako brahmabidźa. Czyli nasienna forma boga Brahmy. Posiłkując się źródłami,  Gopinath Kaviraj przedstawia zgłoskę AUM takimi słowami: jest esencją całej literatury objawionej oraz wszelkich nauk ludzkości..., stwórcą światów ..., źródłem wszelkiej wiedzy i wszystkich mantr oraz matrycą dla wszystkich nazw i form.

## Występowanie
Na niej opierają się także inne mantry, np. Om namah śiwaja, mantra współczucia Om mani padme hum, czy też stusylabowa mantra buddyjska, zaczynająca się Om wadżra...

## Przykłady zapisu
Om zapisane w różnych alfabetach:

dewanagari
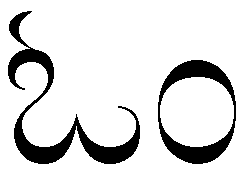
kannada
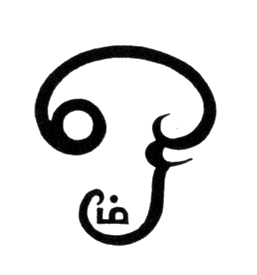
tamilskim
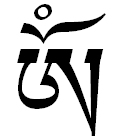
tybetańskim
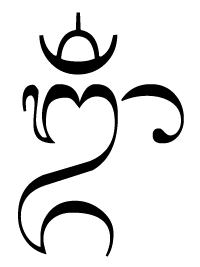
balijskim
siddham

## Om wunikodzie
ॐ U+0950 (pismo dewanagari)
ༀ U+0F00 (alfabet tybetański)
唵 U+5535 (tradycyjne pismo chińskie)
吽 U+543D (uproszczone pismo chińskie)